# Diplotemnus insularis
Diplotemnus insularis är en spindeldjursart som beskrevs av Chamberlin 1933. Diplotemnus insularis ingår i släktet Diplotemnus och familjen Atemnidae. Inga underarter finns listade i Catalogue of Life.